# حنا ليه
حنا ليه (بالبولندية: Hanna Lis)‏ هي صحفية بولندية، ولدت في 13 مايو 1970 في وارسو في بولندا.

## وصلات خارجية
- حنا ليه على موقع IMDb (الإنجليزية)